# Erica steinbergiana
Erica steinbergiana är en ljungväxtart som beskrevs av Wendl. f. och Johann Friedrich Klotzsch. Erica steinbergiana ingår i släktet klockljungssläktet, och familjen ljungväxter. Utöver nominatformen finns också underarten E. s. abbreviata.